# 冈玛错
冈玛错（藏語：རྐང་དམར་མཚོ，威利转写：rkang dmar mtsho，THL：Kangmar Tso），位于中国西藏自治区阿里地区改则县境内，地处改则县中部，因位于冈玛日山东麓而得名。湖面海拔4670米，面积13.6平方公里。湖区气候干寒，年均气温-6～-4℃，年降水量100～150毫米左右。湖水主要靠地下渗流补给，无地表径流入湖，集水区面积663.4平方公里。湖水中富含钾、硼资源。